# Alelimma ochrodes
Alelimma ochrodes är en fjärilsart som beskrevs av George Francis Hampson. Alelimma ochrodes ingår i släktet Alelimma och familjen nattflyn. Inga underarter finns listade i Catalogue of Life.